# Matthew Vaughn
Matthew de Vere Drummond (născut Matthew Allard Robert Vaughn; n. 7 martie 1971, Londra), cunoscut ca Matthew Vaughn, este un producător de film, regizor și scenarist englez. Este cunoscut în special pentru producția unor filme ca Lock, Stock and Two Smoking Barrels (1998) și Snatch (2000) și regizarea filmelor Layer Cake (2004), Stardust (2007), Kick-Ass (2010), X-Men: First Class (2011) și Kingsman: The Secret Service (2015).

## Carieră
Vaughn a studiat la Stowe School, în Buckingham, Anglia. După terminarea școlii, acesta a luat un an pauză până să meargă la facultate. În pauza de un an, acesta a călătorit în întreaga lume într-un turneu „Hard Rock Cafe”, unde a început să lucreze ca asistent al unui regizor. El s-a întors în Londra, unde a studiat antropologia și istoria antică la University College London. La vârsta de 25 de ani, acesta a produs un mic thriller, The Innocent Sleep (1996), unde au jucat Annabella Sciorra si Michael Gambon. Michael Vaughn a continuat ca producător, reușind să dea lovitura cu filmul Lock, Stock and Two Smoking Barrels (Jocuri, poturi și focuri de arma).
În mai 2010, 20th Century Fox a confirmat că Vaughn va regiza și co-scenariza X-Men: First Class. Filmul a fost lansat pe 1 iunie 2011. Vaughn a semnat un contract pentru regizarea sequelului, X-Men: Days of Future Past, dar a abandonat proiectul, fiind înlocuit de Bryan Singer, regizorul rpimelor două filme din seria X-Men; Vaughn a colaborat la scenariu.
Următorul proiect regizoral al lui Vaughn, confirmat 20th Century Fox în martie 2013, este Kingsman: The Secret Service, o adaptare a lui Mark Millar și David Gibbons după comicsul The Secret Service. Screnariul a fost scris de Vaughn și Jane Goldman. Filmul a fost lansat pe 13 februarie 2015. Vaughn a mai produs filmul Fantastic Four din 2015.

## Filmografie

### Regizor
| An   | Titlu                                 |
| ---- | ------------------------------------- |
| 2015 | Kingsman: The Secret Service          |
| 2011 | X-Men Cei dintâi (X-Men: First Class) |
| 2010 | Kick-Ass                              |
| 2007 | Pulbere de stele (Stardust)           |
| 2004 | Prins la înghesuială (Layer Cake)     |

### Producător
| An   | Titlu                                                                  |
| ---- | ---------------------------------------------------------------------- |
| -    | Eddie the Eagle                                                        |
| 2015 | Fantastic Four                                                         |
| 2015 | Kingsman: The Secret Service                                           |
| 2013 | Kick-Ass 2                                                             |
| 2010 | Datorie de onoare (The Debt)                                           |
| 2010 | Kick-Ass                                                               |
| 2009 | Harry Brown                                                            |
| 2007 | Pulbere de stele (Stardust)                                            |
| 2004 | Prins la înghesuială (Layer Cake)                                      |
| 2003 | Swag (Serial TV)                                                       |
| 2003 | A Short Film About John Bolton                                         |
| 2002 | Naufragiați (Swept Away)                                               |
| 2001 | Un meci pe cinste (Mean Machine)                                       |
| 2000 | Unde dai și unde crapă (Snatch)                                        |
| 2000 | Lock, Stock... (Serial TV)                                             |
| 1998 | Jocuri, Poturi și Focuri de Armă (Lock, Stock and Two Smoking Barrels) |
| 1996 | The Innocent Sleep                                                     |

### Colaborări frecvente
| Colaborator     | Layer Cake (2004) | Stardust (2007) | Kick-Ass (2010) | X-Men: First Class (2011) | Kingsman: The Secret Service (2015) |
| --------------- | ----------------- | --------------- | --------------- | ------------------------- | ----------------------------------- |
| Jane Goldman    |                   | Y               | Y               | Y                         | Da                                  |
| Kris Thykier    | Y                 | Y               | Y               |                           |                                     |
| Jason Flemyng   | Y                 | Y               | Y               | Y                         |                                     |
| Dexter Fletcher | Y                 | Y               | Y               |                           |                                     |
| Mark Strong     |                   | Y               | Y               |                           | Da                                  |
| Take That       |                   | Y               |                 | Y                         | Da                                  |
| Corey Johnson   |                   |                 | Y               | Y                         | Da                                  |
| Henry Jackman   |                   |                 | Y               | Y                         | Da                                  |